# Тёкуто
Тёкуто (яп. 直刀 тёкуто:, «прямой меч») — это общее название древнего типа мечей, которые появились у японских воинов примерно в III—IV веке нашей эры. Точно неизвестно, появился ли тёкуто в Японии или был вывезен из Китая; считается, что в Японии клинки копировались с иностранных образцов. Поначалу мечи отливались из бронзы, впоследствии их начали ковать из единого куска низкокачественной (другой тогда не было) стали при помощи довольно примитивной технологии. Как и западные аналоги, тёкуто был предназначен в первую очередь для колющих ударов. Большая часть тёкуто имело относительно узкий клинок с небольшой внутренней кривизной, что делало их отчасти похожими на древнегреческий копис.

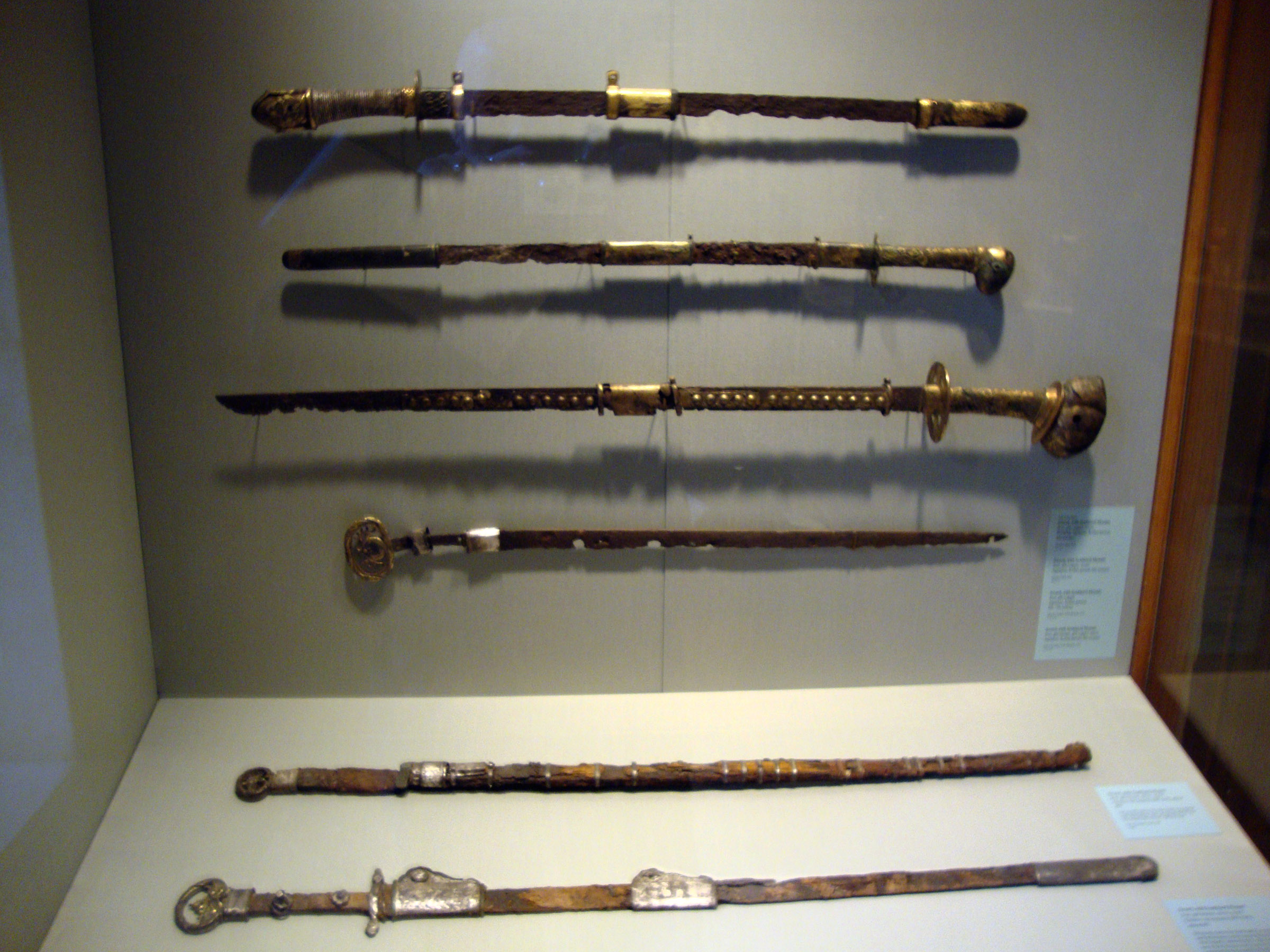
Тёкуто

Характерными особенностями тёкуто был прямой клинок и односторонняя заточка. Наиболее распространёнными были два вида тёкуто: кадзути-но-цуруги (меч с молотовидной головкой) имел эфес с овальной гардой, оканчивающийся медной головкой в форме луковицы, а кома-но-цуруги («корейский меч») имел эфес с головкой в форме кольца. Длина мечей составляла 0,6—1,2 м, но чаще всего была 0,9 м. Меч носили в ножнах, покрытых листовой медью и украшенных перфорированными узорами.
Наиболее древний из известных тёкуто — меч типа суканто-но-тати.